# Markthalle (Beton-Bazoches)

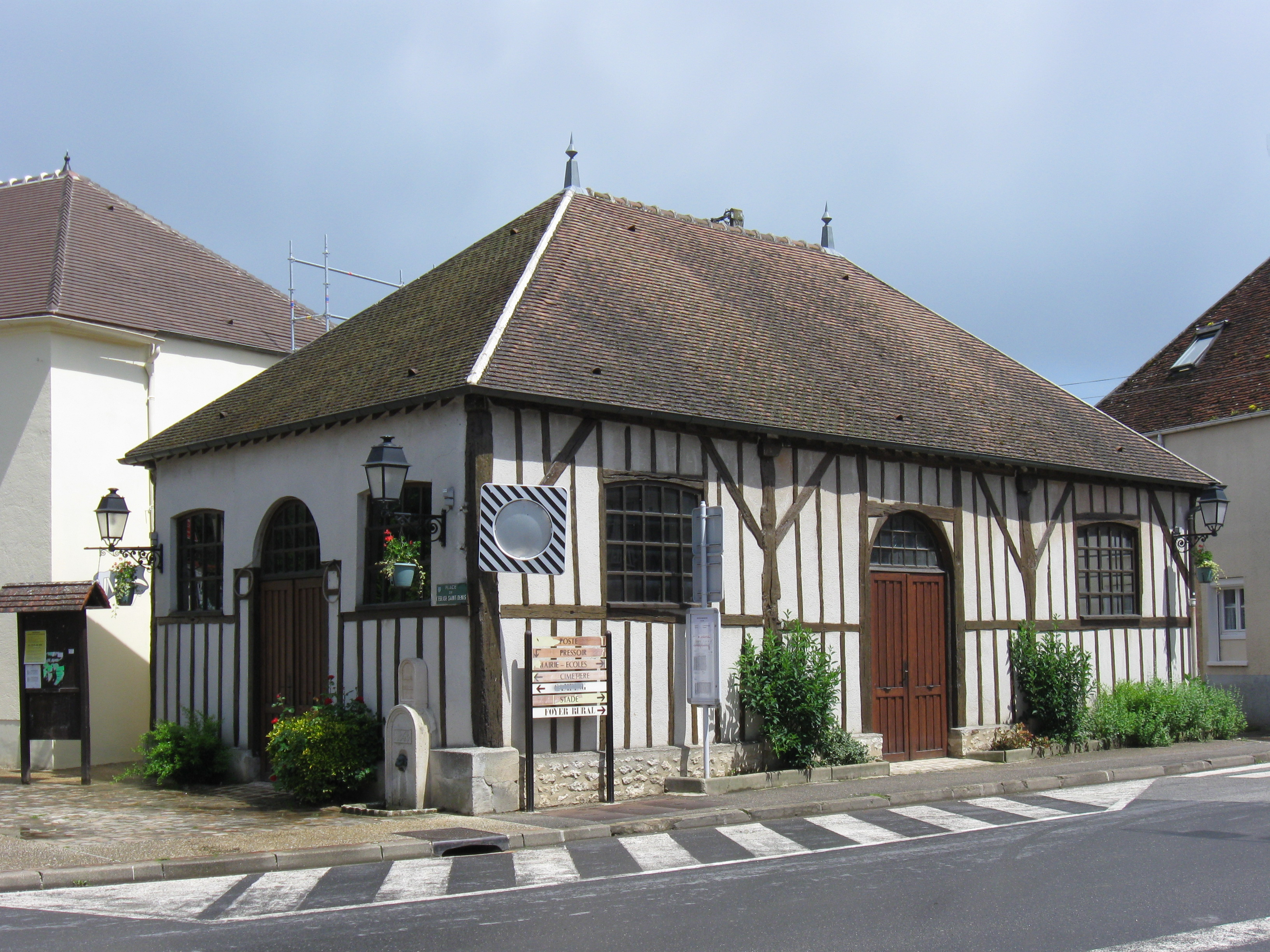
Ehemalige Markthalle in Beton-Bazoches

Die Markthalle in Beton-Bazoches, einer französischen Gemeinde im Département Seine-et-Marne in der Region Île-de-France, wurde im 16. Jahrhundert errichtet. Die ehemalige Markthalle an der Place de l’Église wurde vom Grundherren Louis Fretel für den Wochenmarkt und für drei Jahrmärkte im Januar, Juni und September erbaut.
Die Markthalle in Fachwerkbauweise mit Rundbogentoren wurde bis zur Revolution für Märkte genutzt und danach von einem Privatmann gekauft, der sie der Gemeinde stiftete. 
Das umgebaute und renovierte Gebäude ist ein geschütztes Baudenkmal und dient der Gemeinde bis heute als Lagerraum.